# Берхампур
Берхампур (орія ବ୍ରହ୍ମପୁର) — місто в індійському штаті Одіша.

## Географія
Місто розташовано за 160 км на південь від адміністративного центру штату, міста Бхубанешвар.

## Відомі уродженці
- Варахаґірі Венката Ґірі — президент Індії від 1969 до 1974 року.